# Основа (колишнє село, Харків)
Осно́ва — колишня слобода поблизу міста Харкова, яка існувала в кінці XVII — на початку XX століття. Увійшла в межі міста на початку ХХ ст.

## Історія

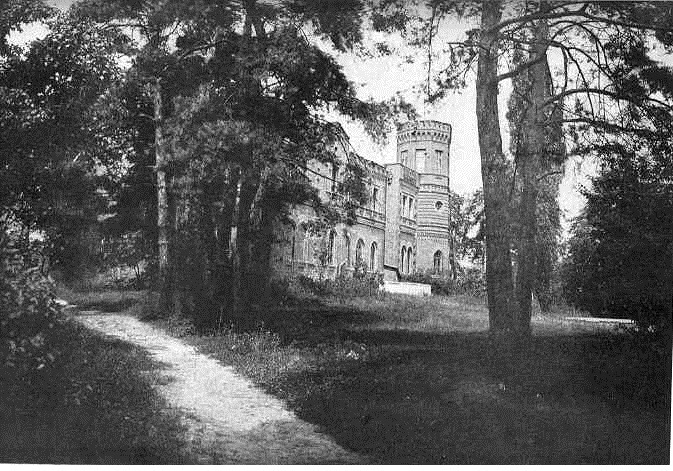
Палац Квіток в слободі Основа. Побудований в 60-70 роках XIX сторіччя.

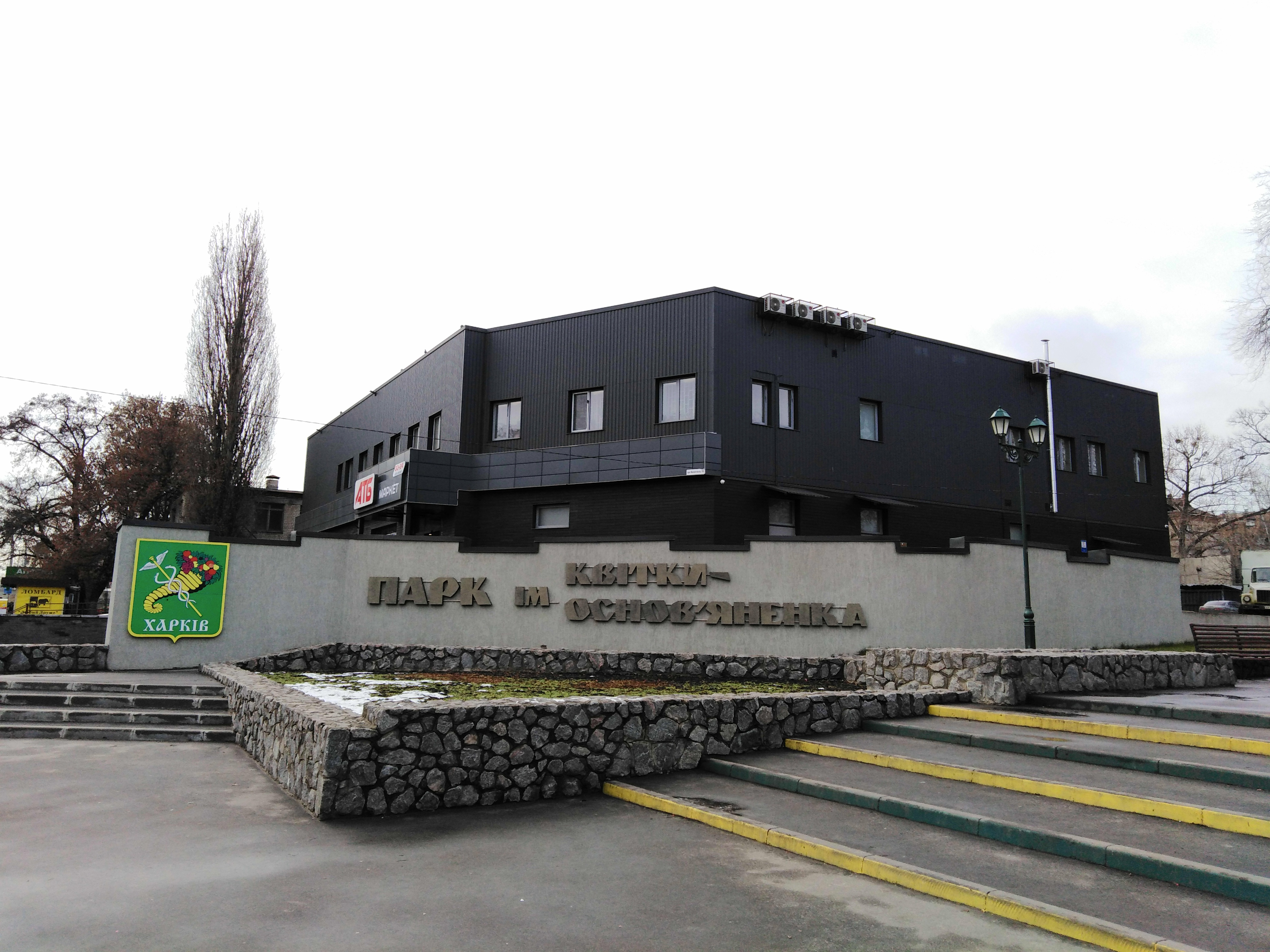
Парк ім. Квітки-Основ'яненка

Слободу заснував полковник Харківського козацького полку Федір Григорович Донець-Захаржевський, представник відомої козацької старшинської родини Донець-Захаржевських, у другій половині XVII ст. як родинний маєток.
У 1713 р. вдова полковника Федора Григоровича Донець-Захаржевського продала слободу козацькій старшинській родині Квіток. Першим власником слободи з роду Квіток став Григорій Семенович Квітка, який збудував у слободі першу дерев'яну церкву в ім'я Іоанна Предтечі. До ХХ ст. Основа була родинним гніздом сім'ї Квіток. Маєток переходив у спадок у родинному колі.
У 1714 р. до основ'янської церкви Іоанна Предтечі приписано село Пан-Іванівка біля ставка Завали.
У 1754 р. вдова полковника Івана Григоровича Квітки перенесла церкву Іоанна Предтечі на нове місце, де вона була розташована до 1876 р., коли її розібрали через ветхість, а з її дерева побудували школу. На старому місці встановлено кам'яний обеліск.

20 грудня 1781 року в Основі згоріла церква. 1782 року Федір Іванович Квітка збудував нову церкву на місці згорілої. Під церквою розташовувалася родинна усипальня Квіток, де надалі ховали представників родини. Сімейний склеп під храмом Іоанна Предтечі став останнім пристановищем майже всіх членів роду Квіток. У цьому храмі були поховані батьки засновника палацу та будівника храму Федора Івановича Квітки, Іван Григорович з дружиною Параскевою Андріївною (при народженні Горленко). Федір Іванович був батьком Григорія Квітки-Основ'яненка й Андрія Квітки.
В Основі в другій половині XVIII — початку XIX ст. жив і працював видатний український історик та етнограф Ілля Іванович Квітка, дядько письменника Григорія Квітки-Основ'яненка.
У 1814 р. на прохання вдови М. В. Квітки збудовано домову церкву на честь Покрови Пресвятої Богородиці.
На початку XIX сторіччя село стало культурним осередком Харківщини. На той час її власниками були брати Андрій Федорович Квітка та Григорій Федорович Квітка, видатний український письменник та культурний діяч. Григорій Квітка-Основ'яненко в Основі народився, там же мешкав і працював. З часом він передав усі права на маєток братові, але й надалі все його життя було пов'язане саме з Основою. Його брат, бувши сановником Російської імперії, був також знаний як активний культурний діяч Слобожанщини. Він був одним з засновників Харківського університету.
У перші роки ХІХ ст. в маєтку збудовано дерев'яний двоповерховий палац з банею на високому барабані та шестиколонним портиком. Цей палац, періодично оновлюваний та перероблюваний, прикрашав маєток до самого початку ХХ століття. У 1914 р. його зруйновано. Останні роки свого існування він слугував місцевим театром.
У 1854 році в Основі купець Іван Іванович Богомолов побудовав паровий лаковий завод.
У маєтку був також інший, пізніший палац родини. Побудовано його в 60-х — 70-х роках ХІХ століття. Це була кам'яна будівля в готичному стилі, схожа на середньовічну фортецю. Він був прикрашений баштами та бійницями. Коло нього розташовувалася дерев'яна церква Іоана Предтечі.
У 1876 році збудовано нову кам'яний церкву Іоана Предтечі.
За даними перепису населення, в Основі в 1724 р. налічувалося 105 дворів.
Кількість парафіян основ'янського храму Іоана Предтечі налічувало:
- 1730 рік — 500 чоловік., 407 жінок;
- 1750 рік — 487 чоловік., 428 жінок;
- 1770 рік — 527 чоловік., 463 жінок;
- 1790 рік — 608 чоловік., 622 жінок;
- 1810 рік — 618 чоловік., 632 жінок;
- 1830 рік — 732 чоловік., 801 жінок;
- 1850 рік — 817 чоловік., 856 жінок.

У 1840 році  від холери померло 80 мешканців слободи.
Село Основа фігурує в списку населених місць Харківської губернії 1864 року (№ 133): «відноситься до Основ'янської волості Харківського повіту Харківської губернії. Село розташоване ліворуч від Катеринославського поштового шляху, на річці Лопань. Село було володарським, тобто було в приватному володінні. Відстань до міста Харків указана чотири версти, до станової квартири відстань становила 24 версти. Село мало одну церкву й один цегляний завод. У селі налічувалося 125 дворів. Мешканців в Основі налічувалося 350 осіб чоловічої статі та 356 — жіночої». За поліцейським поділом відносилося до І стану.
Станом на 1914 р. чисельність населення була дуже велика для села — 19 703 особи. Село було центром Основ'янської волості.
Після українсько-російської війни село ввійшло в міську межу міста Харкова. Історична місцевість міста стала називатися Велика Основа, на відміну від Малої Основи (колишнього передмістя) та робітничого селища залізничників Основа (поблизу збудованої в 1908 р. станції Основа, вузлової станції залізниці Харків — Ізюм — Донбас).

## Заснування Основи за оповіданнямГ.Ф.Квітки-Основ'яненка
У 1843 році видатний письменник Григорій Федорович Квітка (працював під псевдонімом Основ'яненко) написав оповідання «Заснування Харкова. Старовинний переказ», де розповідає історію свого роду, а також історію заселення Слобожанщини (зокрема підіймається питання заснування Основи).
Згідно оповіданням, засновник роду Квіток, Андрій Афанасійович Квітка, зі своєю дружиною Марією, втекли з Києва від Київського воєводи, батька Марії, який був проти одруження закоханих. Подорожуючі на схід, разом зі своїми супутниками, вони часто робили зупинки, бо Марія була вже вагітна, поки вона вже не мала можливості йти далі. З огляду на це, Андрій з товаришами 24 червня (на свято Івана Предтечі) осідають на березі річки у березовому гаю, серед вишневих садів, між непролазним бором и степами. Тут вони зробили курінь, своє перше постійне житло. Згодом вони вирішують осісти в цій місцині, Андрій Квітка відсилає свого товариша Антона Муху до Правобережжя де він був повинен зібрати переселенців для заселення цих вільних міст.
Антон Муха виконує цей обов'язок та приводить цілі родини переселенців, які основують в навколишніх місцях хутори. Декілька родин селяться біля хати Квіток, чим започатковують слободу Основу, названу так, тому, що була «основою» заселення цих земель. Віднайденому ж брату Андрія Квітки, отцю Онуфрію (до того як став ченцем, Григорій Афанасійович), належить честь забудови перших храмів, зокрема храму Іоанна Предтечі, на Основі. Цього святого Квітки вибрали у патрони, в зв'язку з тим, що саме у його день вони осіли у цих щасливих для них краях.
Звичайно ця легенда, здебільшого красива казка, сама ж слобода Основа, яка стала родовим гніздом Квіток, було засновано Федором Григоровичем Донцем-Захаржевським і тільки у 1713 році її було придбано Григорієм Семеновичем Квіткою.

## Родинна крипта
Крипта під храмом стала останнім притулком для багатьох представників родини Квіток. Серед похованих там були:
- Іван Григорович Квітка (помер в 1751) — полковник Ізюмського слобідського козацького полку (1643—1651). Наказний полковник Харківського полку. Харківський полковий обозний. Невдовзі перед смертю його було призначено на посаду бригадира Слобідських козацьких полків.
- Параскева Андріївна Квітка (при народженні Горленко) — дружина Івана Григоровича. Сестра єпископа Білгородського та Обоянського Йоасафа.
- Федір Іванович Квітка — колезький радник. Поміщик Харківського повіту. Їм було збудовано другий храм.
- Ілля Іванович Квітка — письменник, історик та етнограф. Був дуже приближений до духовенства, але мешкав не в монастирі, а в маєтку. В нього була побудована окрема «пустинь».
- Андрій Федорович Квітка — таємний радник та сенатор. Сановник Російської імперії. З 1814 року мав в палаці окремий храм Покрови Богородиці (закритий в 1844 році).
- Григорій Федорович Квітка — надвірний радник. Видатний український письменник, та слобідський культурний діяч. Був також церковним старостою у храмі.